# Helmer Rudolph Myklebust
Helmer Rudolph Myklebust (Lester,02 de agosto de 1910-EUA, 26 de fevereiro de 2008). Foi um psicólogo e pesquisador pioneiro nos estudos das Dificuldades da Aprendizagem. Sua obra está centrada nos distúrbios da linguagem e sua teoria consiste na existência de diversos tipos de aprendizagens, as quais devem ter intervenções específicas para cada caso.
Em 1933, fez bacharelado em artes pelo Augustana College. Em 1935, concluiu o mestrado em psicologia da surdez pelo Colégio Gallaudet. Também possui o diploma de um segundo mestrado em psicologia clínica pela Universidade de Temple por volta de 1942, e doutorado em educação (psicologia e orientação) pela Universidade de Rutgers, em 1945. Seu pós-doutorado  foi em Retardo mental, Psicologia clínica, Neurologia e Psicanálise.

## Vida e Obra
Helmer era filho de Sansão e Alice, tinha dois irmãos e cinco irmãs. Quando Myklebust era jovem, a família se mudou para uma fazenda perto de uma pequena comunidade agrícola de Jasper, Minnesota. Neste período, estudou em uma escola primária  e graduou-se na Jasper High School.
Na década de 1940, Myklebust fez diversos estudos com surdos e em 1950, se concentrou em pesquisas sobre a afasia. No ano de 1967, em   parceria com Doris Johnson, publicou um dos primeiros livros sobre a Dificuldade de Aprendizagem. 
A parceria com Doris Johnson foi importante para a estruturação de dois critérios para definir distúrbios de aprendizagem, realizado em 1987. O primeiro se relaciona às integridades gerais, e o segundo, às deficiências no desempenho acadêmico, excluindo algumas patologias como: deficiência mental, paralisia cerebral, deficiência visual, auditiva e perturbação emocional. Para Johnson e Myklebust 1987, as crianças podem apresentar dificuldades para aprender a ler, a escrever, a falar, a calcular, sem qualquer relação com deficiências mentais, perturbações emocionais e déficits sensoriais. 
As Dificuldades de Aprendizagem podem ser separadas em distúrbios da linguagem auditiva (desordens generalizadas auditivas, distúrbios receptivas auditivas e distúrbios expressivos auditivos), distúrbios da linguagem escrita (dislexia auditiva, dislexia visual e expressão escrita), distúrbios de aritmética e distúrbios de um tipo não-verbal. Myklebust, H. (1954). 

## Ligações Externas
- Institute Preservation Project